# Ein Leben für den Zaren
Ein Leben für den Zaren (russisch Жизнь за царя) ist eine Oper in vier Akten und einem Epilog von Michail Iwanowitsch Glinka mit einem Libretto von Baron Jegor Fjodorowitsch von Rosen. Die Uraufführung fand am 9. Dezember 1836 im Sankt Petersburger Bolschoi-Theater statt. In der Sowjetunion war die Oper auch unter dem Titel Iwan Sussanin (russisch Иван Сусанин) bekannt.

## Handlung
Die Oper spielt 1613 während des Polnisch-Russischer Krieges und greift die Geschichte des Volkshelden Iwan Sussanin auf. 

### Erster Akt
Straße in Domnino
Als die zahlreichen freiwilligen Kämpfer, welche die polnischen Eindringlinge erfolgreich bekämpfen konnten, in das kleine russische Dorf Domnino zurückkehren, werden sie von ihren Frauen und den Dorfbewohnern herzlich empfangen und begrüßt. Der polnische König Sigismund hat nach dem Tod des letzten russischen Zaren, Boris Godunows, die Desorientierung und vorübergehende Herrscherlosigkeit in Russland dazu genutzt, dort einzufallen und zu versuchen, einen Polen auf den russischen Zarenthron zu setzen.
Die Tochter des Bauern Iwan Sussanin, Antonida, ist jedoch unglücklich und verunsichert, da ihr frisch Verlobter Sobinin sich nicht unter den Heimkehrern befindet. Zudem weigert sich ihr Vater, der bevorstehenden Hochzeit zuzustimmen, da seiner Meinung nach die Zeiten momentan zu unsicher dafür seien. Erst als der später zurückgekehrte Sobinin ihm versichert, dass die Polen auf ihrem Marsch nach Moskau von einer Truppe unter Befehl des Fürsten Poscharski zurückgeschlagen worden seien und dass die Wahl Michail Romanows zum neuen Zaren sicher sei, willigt er in die Hochzeit ein.

### Zweiter Akt
Thronsaal König Sigismunds III.

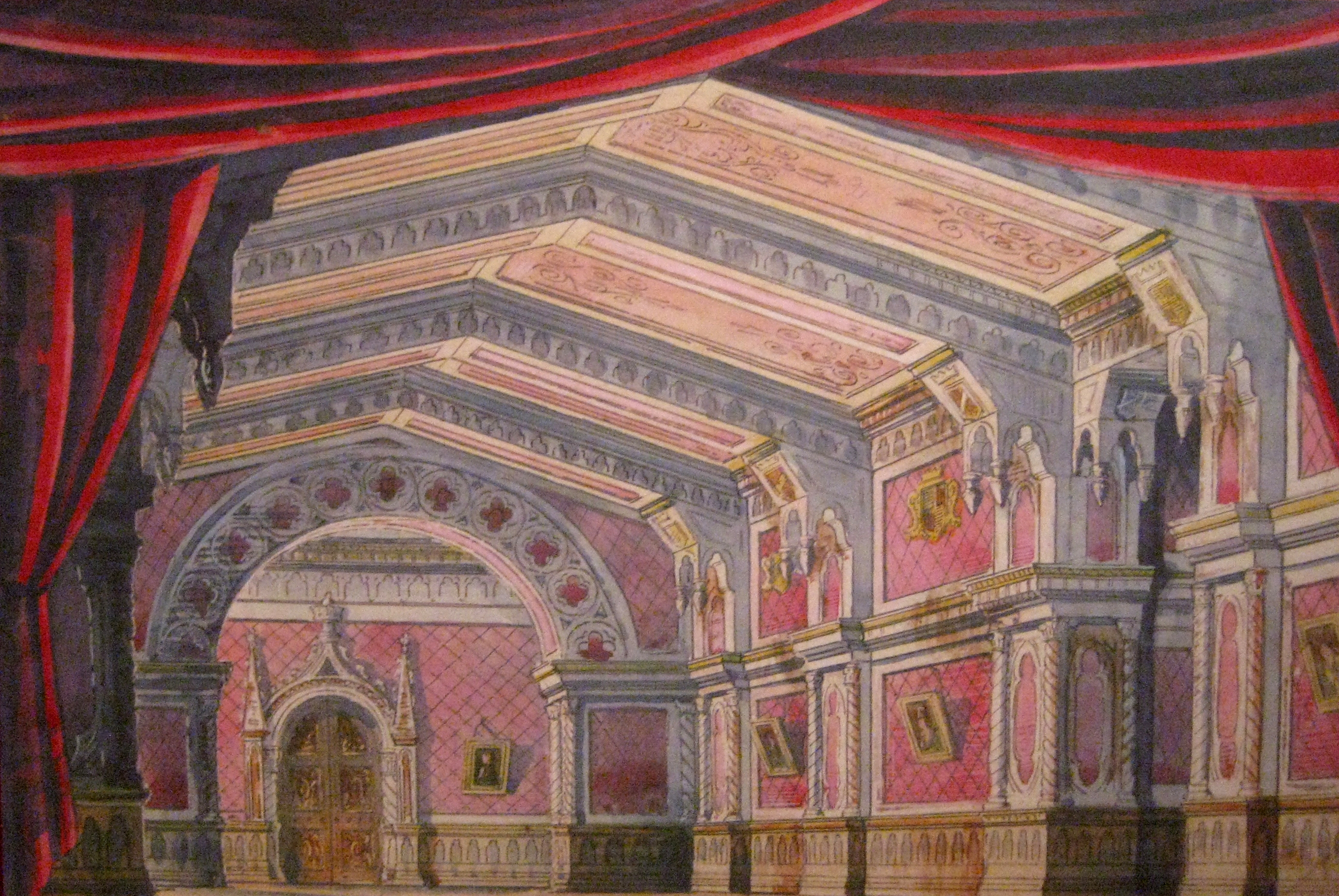
Bühnenbildentwurf für den zweiten Akt (Mailand 1874).

Bei fröhlichem Gesang und traditionellen Nationaltänzen feiert Sigismund auf seinem Schloss gemeinsam mit dem polnischen Adel den Sieg über Russland, bis ein Bote die freudige Stimmung unterbricht: Er berichtet, dass die Russen das polnische Heer besiegt und einen neuen Zaren gewählt haben. Sofort wird ein neuer Plan aufgestellt und ein Gegenangriff gegen den neuen russischen Zaren beschlossen, um ihn baldigst in ihre Hände zu bekommen.

### Dritter Akt
Zimmer im Haus Sussanins

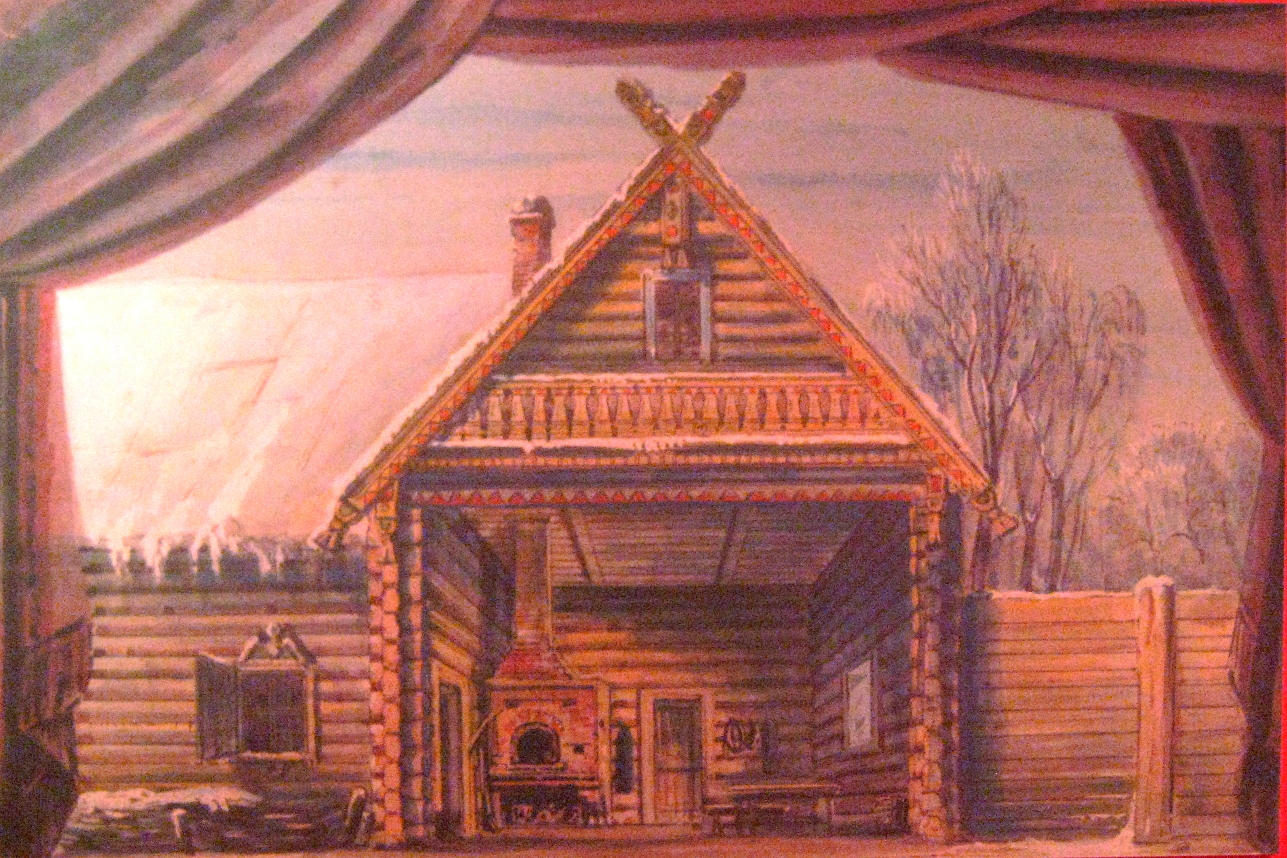
Bühnenbildentwurf für den dritten Akt.

In dem Anwesen von Sussanin werden die ersten Vorbereitungen für die Hochzeit von Antonida und Sobinin getroffen. Seinem Pflegesohn Wanja, einem Waisenjungen, den er wie sein eigenes Kind aufzieht, erzählt Sussanin von dem russischen Freiwilligenheer, das erfolgreich gegen Polen kämpft. Zudem schwärmt er von dem neuen Zaren Michail Romanow, was Wanja begierig macht, auch bald für sein Vaterland kämpfen zu dürfen. Allmählich füllt sich das Haus mit Hochzeitsgästen, manche werden von weither von Sobinin selbst abgeholt. 
Doch die fröhliche Stimmung hat mit dem Eintreten polnischer Soldaten ein Ende: Sie verlangen von Sussanin, dass er sie zum Versteck des neugewählten Zaren, der sich in der Nähe in einem Kloster aufhält, führt. Weder Sussanins Beteuerung, er kenne das Versteck nicht, noch sein Versuch, sie zu seinem Hochzeitsgelage einzuladen, kann die Polen von ihrem Vorhaben abbringen. Als sie ihn letztlich bedrohen, gibt er nach und willigt ein. Insgeheim ist sein Plan aber, den Polen einen falschen Weg zu weisen, um so Zeit zu gewinnen. Unbemerkt befiehlt er Wanja, ins Kloster zu eilen und den Zaren zu warnen. Anschließend macht sich Sussanin schweren Herzens mit den polnischen Soldaten auf den Weg.
Die Dorfmädchen treffen ein und wollen Antonida ein Hochzeitslied singen, erfahren jedoch gleich von dem Vorgefallenen. Sobinin kommt endlich mit den Gästen zurück und verständigt umgehend alle Männer des Dorfes, nachdem er über die Eindringlinge informiert worden ist. Zusammen nehmen sie die Verfolgung der Feinde auf.

### Vierter Akt
Dichter Wald (drei verschiedene Teile)
Wanja hat sich sofort auf den Weg gemacht und erreicht noch vor Morgengrauen das Kloster. Nachdem die Bewohner von Wanja erfahren haben, was im Dorf vorgefallen ist, schrecken sie aus ihren Betten und rüsten sofort zum bewaffneten Aufmarsch, um den Polen entgegenzuziehen. Sussanin hat unterdessen die Polen in die Irre geführt. Sie haben zwar einen Verdacht gegen Sussanin, aber noch deckt die Dunkelheit seinen Betrug. Ermattet legen sie sich zum Schlaf nieder. Erst bei der Morgendämmerung gesteht Sussanin die Täuschung ein, denn nun weiß er, dass der Zar inzwischen gewarnt worden ist. Die Polen töten Sussanin voller Wut darüber, dass ihr Plan durchkreuzt wurde. Sobinin und seine Gefährten erreichen zu spät das Kloster.

### Epilog

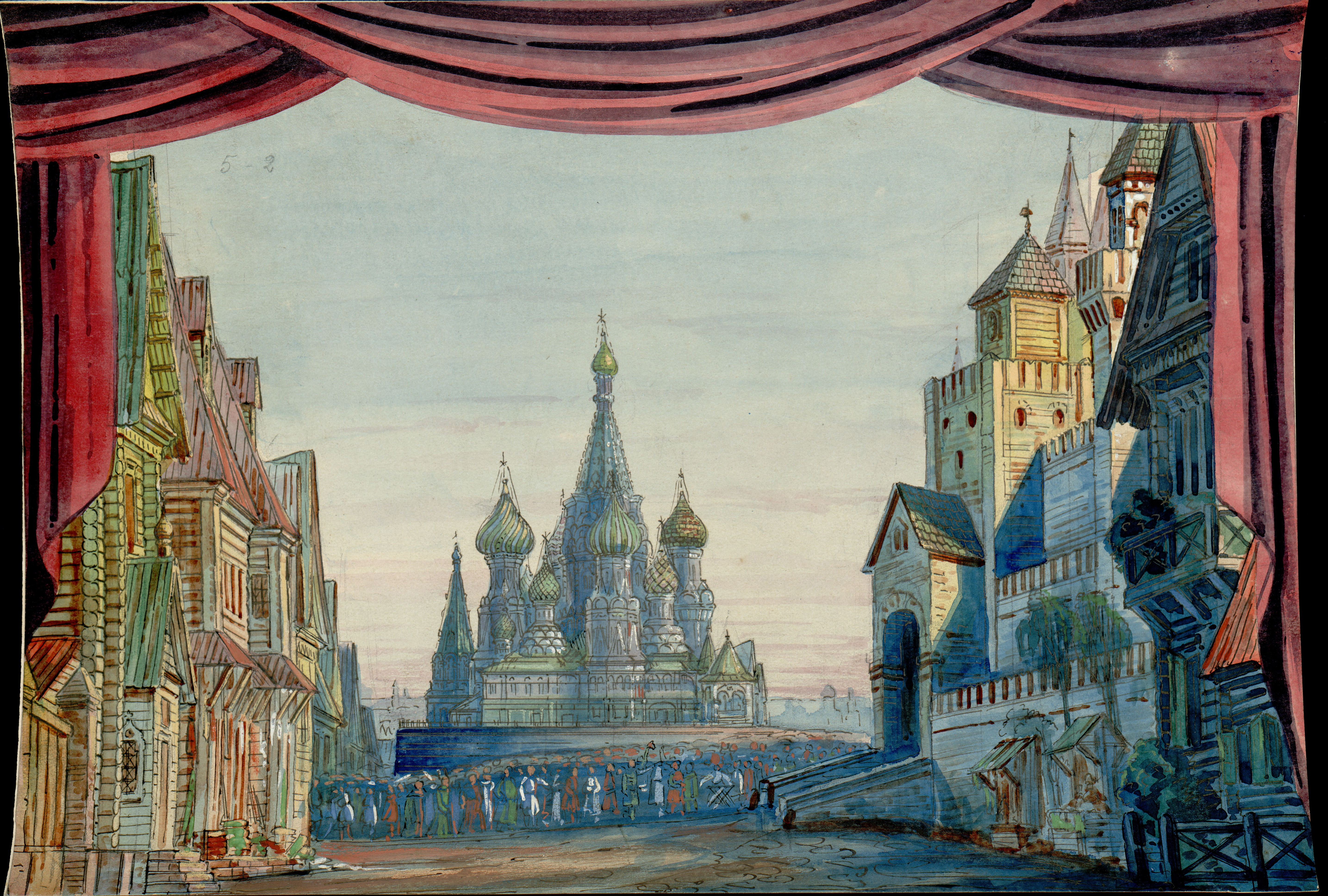
Bühnenbildentwurf für den Epilog

Vor den Toren zum Roten Platz – der Rote Platz
In Moskau feiert das russische Volk den Sieg über die Polen. Aber nicht nur der neue Zar wird bejubelt, sondern auch Sussanins Heldentat gewürdigt.

## Orchester
Die Orchesterbesetzung der Oper enthält die folgenden Instrumente:
- Holzbläser: zwei Flöten (2. auch Piccolo), zwei Oboen (2. auch Englischhorn), zwei Klarinetten, zwei Fagotte
- Blechbläser: vier Hörner, zwei Trompeten, drei Posaunen, Ophikleide
- Pauken, kleine Trommel
- Harfe
- Streicher
- Bühnenmusik: Trompete, kleine Trommel, Glockenspiel

## Werkgeschichte
Die Uraufführung erfolgte am 27. Novemberjul. / 9. Dezember 1836greg. im Bolschoi-Theater in St. Petersburg. Mit dieser Oper gelang es Glinka, eine eigenständige russische Musik zu schaffen; sie wird als erste russische Oper angesehen. Der ursprüngliche Titel der Oper lautete Iwan Sussanin, doch auf Wunsch des Zaren benannte er sie kurz vor der Uraufführung um. Die Oper hat einen historischen Hintergrund und spielt in der Zeit der Wirren kurz nach 1600, als verschiedene fremde Mächte, vor allem Polen ihre Kandidaten auf den russischen Zarenthron bringen wollten.
Nach der Oktoberrevolution 1917 durfte sie zunächst nicht in der Sowjetunion aufgeführt werden. Erst mit der Hinwendung Stalins zum nationalrussischen Erbe im Zweiten Weltkrieg kam sie wieder auf die Bühnen, allerdings unter dem ursprünglichen Titel Iwan Sussanin. Seit dem Zerfall der Sowjetunion 1991 steht sie wieder als Ein Leben für den Zaren auf den Spielplänen.